# Valódiosztóösszeg-függvény
A számelméletben használatos függvények között az n pozitív egész számokra értelmezett s(n) valódiosztóösszeg-függvény (aliquot sum) n összes valódi osztójának összegét adja. Értéke mindig n-nel kisebb a σ(n)-nel jelölt osztóösszeg-függvényénél.
- Tökéletes számokra s(n) = n;
- hiányos számokra s(n) < n;
- bővelkedő számokra s(n) > n.

Azok a pozitív egész számok, melyek nincsenek benne az s(n) értékkészletében, érinthetetlen számok. Ezek tanulmányozása Abu Manszúr al-Bagdadiig nyúlik vissza, aki 1000 körül megfigyelte, hogy a 2 és az 5 érinthetetlenek. Nem ismert, hogy az 5-e az egyetlen páratlan érinthetetlen szám. Erdős Pál bizonyította be, hogy végtelen sok ilyen szám van.
Az osztóösszeg-sorozat az s valódiosztóösszeg-függvény ismételt alkalmazásából adódó sorozat.